# Atymnios (Sohn des Zeus)
Atymnios (altgriechisch Ἀτύμνιος Atýmnios) ist in der griechischen Mythologie ein Sohn des Zeus und der Kassiopeia, der Frau des Phoinix.
In ihn verliebten sich die Brüder Minos und Sarpedon, weshalb sie sich zerstritten. Dieselbe Sage wird von Miletos dem Gründer von Milet erzählt.